# Firtinger Károly
Firtinger Károly (Bécs, 1847. november 1. – Budapest, 1903. október 25.) magyar nyomdász, az aradi munkásegylet egyik szervezője.

## Élete
Iskoláit Pesten végezte, majd ugyanott 1860-ban a nyomdászati pályára lépett. 1870-ben Aradon Barabás Péterrel megalapította a munkásegyletet, amiért, s egyébkénti részvételéért a munkásmozgalmakban, 1871-ben elfogták és egy hűtlenségi per egyik vádlottja lett. Öt hónapi vizsgálati fogság után fogolytársaival együtt szabadon bocsátották.
1872-1881 között a Typographia nyomdász-újság (a budapesti könyvnyomdászok és betüöntők közlönye) szerkesztője, 1891 után a Grafikai Szemle rendes belmunkatársa. A Nyomdász Önképző Egylet és az Általános Munkásegylet aktív tagja.
Cikkei a Magyar Nyomdászok Évkönyvében (1883, 1887–1890, 1892) és a Nyomdászok Közlönyében (1883–1885) is megjelentek.
Álneve: Faragó.

## Művei
- 1884 Adatok a budapesti nyomdász-testület társas életéből. Az ipartörvény módosítása alkalmából. Budapest.
- 1886 Esquisse sommaire de l"état actuel et passé de l"imprimerie en Hongrie (tsz. Ács Mihály)
- 1892-1894 Hazánk könyvnyomtatói Hunyadi Mátyás korától 1848-1849-ig. Grafikai Szemle.
- 1896 A Magyar Állam Nyomdászat-Történelmi Térképe.
- 1900 Ötven esztendő a magyarországi könyvnyomtatás közelmúltjából. Budapest.